# Phaenocarpa carinthiaca
Phaenocarpa carinthiaca är en stekelart som beskrevs av Fischer 1975. Phaenocarpa carinthiaca ingår i släktet Phaenocarpa och familjen bracksteklar. Inga underarter finns listade i Catalogue of Life.